# ロマーリオ・ベンザル
ロマーリオ・サンドゥ・ベンザル（Romario Sandu Benzar  ,  1992年3月26日 - ）は、ルーマニア・ティミシュ県ティミショアラ出身のプロサッカー選手。FCファルル・コンスタンツァに所属している。ポジションはDF。

## 来歴
元ルーマニア代表の国民的英雄・ゲオルゲ・ハジが運営するサッカーアカデミーで教練を積み、2010年にFCヴィトルル・コンスタンツァに入団。2017年まで主力選手として活躍し、リーグ戦200試合近くに出場。2017年8月、FCステアウア・ブカレストと5年契約を締結。
2019年6月30日、USレッチェへの移籍が決定した。しかし、セリエAのリズムに馴染めず、2020年1月20日にペルージャ・カルチョへのローン移籍が決まった。

## ルーマニア代表
プロ入り前の2009年に、U-17のルーマニア代表に招集され、2011年には自国開催のUEFA U-19欧州選手権2011にU-19代表として出場。2016年12月にフル代表に初選出された。

## 人物
- 『ロマーリオ』の名は、元ブラジル代表のロマーリオにちなんで名付けられた。
- FCヴィトルル・コンスタンツァに在籍していた2015年11月、リーグ戦のAFCアストラ・ジュルジュ戦で、前半40分に相手選手からファウルを受けた際に、痛がる素振りを見せていたところ、当時チームの監督兼会長を務めていたゲオルゲ・ハジから「早く立ち上がってプレーを続けろ!!!」と一喝されるという一幕があった[2][3]。